# Torneo WTA de Budapest 2018
El Hungarian Ladies Open 2018 fue un torneo de tenis que se jugó en canchas duras cubiertas del 19 al 25 de febrero de 2018. Fue la 22.ª edición del Hungarian Ladies Open, y un torneo de nivel internacional en el Tour 2018 de la WTA.

## Distribución de puntos
| Modalidad           | Campeona | Finalista | Semifinales | Cuartos de final | 2ª ronda | 1ª ronda | Clasificadas | 2ª ronda de clasificación | 1ª ronda de clasificación |
| Individual femenino | 280      | 180       | 110         | 60               | 30       | 1        | 18           | 12                        | 1                         |
| Dobles femenino     | 280      | 180       | 110         | 60               | 1        | -        | -            | -                         | -                         |

## Cabezas de serie

### Individuales femenino
| Tenista               | Ranking | Preclasificada |
| Dominika Cibulková    | 30      | 1              |
| Shuai Zhang           | 34      | 2              |
| Tímea Babos           | 35      | 3              |
| Sorana Cîrstea        | 38      | 4              |
| Mihaela Buzărnescu    | 43      | 5              |
| Aliaksandra Sasnovich | 46      | 6              |
| Aleksandra Krunić     | 47      | 7              |
| Donna Vekić           | 50      | 8              |

- Ranking del 12 de febrero de 2018.[2]

### Dobles femenino
| Tenista                               | Ranking | Preclasificada |
| Kirsten Flipkens Johanna Larsson      | 71      | 1              |
| Anna Smith Renata Voráčová            | 82      | 2              |
| Natela Dzalamidze Oksana Kalashnikova | 127     | 3              |
| Lesley Kerkhove Lidziya Marozava      | 128     | 4              |

## Campeonas

### Individual femenino
Alison Van Uytvanck venció a  Dominika Cibulková por 6-3, 3-6, 7-5

### Dobles femenino
Georgina García Pérez /  Fanny Stollár vencieron a  Kirsten Flipkens /  Johanna Larsson por 4-6, 6-4, [10-3]